# Nemella ocellata
Nemella ocellata är en rundmaskart som beskrevs av Nathan Augustus Cobb 1920. Nemella ocellata ingår i släktet Nemella och familjen Leptolaimidae. Inga underarter finns listade i Catalogue of Life.